# Drama (álbum de Jamelia)
Drama é um álbum de estreia da cantora e compositora britânica Jamelia. Foi lançado no Reino Unido a 26 de junho de 2000 e a 27 de abril de 2004 nos Estados Unidos. Foram lançados quatro singles, "I Do", "Money", "Call Me" e "Boy Next Door". "Thinking 'Bout You" foi planeado para ser lançado depois de "I Do" como segundo single, no entanto foi substituído por "Money", a primeira faixa de Jamelia a atingir o top 5 britânico.
O álbum alcançou a posição n.º 39 na tabela musical UK Albums Chart, sendo certificado disco de ouro, vendendo mais de 100.000 cópias.

## Alinhamento de faixas
| Edição padrão |                      |         |  |
| N.º           | Título               | Duração |  |
| 1.            | "One"                | 3:52    |  |
| 2.            | "Money"              | 6:19    |  |
| 3.            | "Call Me"            | 4:20    |  |
| 4.            | "Not Whit You"       | 3:49    |  |
| 5.            | "Boy Next Door"      | 3:35    |  |
| 6.            | "One Day"            | 5:27    |  |
| 7.            | "Ghetto"             | 4:42    |  |
| 8.            | "Thinking 'Bout You" | 4:53    |  |
| 9.            | "I Do"               | 5:29    |  |
| 10.           | "Room"               | 4:20    |  |
| 11.           | "Guilty"             | 4:07    |  |
| 12.           | "I Can't Be"         | 4:22    |  |
| 13.           | "This Time"          | 5:08    |  |

## Singles
O primeiro single do álbum foi "I Do", lançado a 19 de julho de 1999 atingiu a trigésima sexta posição na tabela musical UK Singles Chart. O segundo foi "Money", lançado a 21 de fevereiro de 2000, e alcançou a quinta posição no Reino Unido.
O terceiro single foi "Call Me", lançado a 5 de junho de 2000, atingiu a décima primeira posição como melhor na tabela musical britânica, e a quadragésima segunda foi obtida pelo quarto single do disco, lançado a 2 de outubro de 2000.